# Roberto de Oliveira
Roberto de Oliveira, mais conhecido como Leo Oliveira (Santos, 29 de junho de 1949) é um ex-futebolista brasileiro que atuava como meio-campista.
Com 425 partidas disputadas, é o 12º atleta que mais atuou pelo Santos FC.

## Carreira
Veio da categoria de base do Santos FC, onde foi descoberto na "peneira" de Ernesto Marques e passou pelo dente-de-leite, infantil, juvenil e aspirante. Atuou pelos profissionais pela primeira vez em 1969, estreando em 6 de abril na vitória por 4x1 sobre o Dom Bosco-MT, no Estádio Presidente Dutra, em Cuiabá. Seu primeiro gol foi no mesmo ano, em 27 de agosto, em amistoso contra o Uberaba SC, no Estádio Dr. Boulanger Pucci, em Uberaba.
Em 1973, foi Campeão Paulista e teve a oportunidade de atuar na grande final diante da Portuguesa, ao lado de Clodoaldo.
Ficou por 8 temporadas vestindo a camisa santista e mesmo nunca tendo sido titular absoluto da equipe, sempre estava presente nas escalações, ou substituindo alguém, ou entrando ao decorrer do jogo. Teve 425 partidas disputadas e marcou 47 gols, tornando-se o 2º volante com mais gols pelo clube.
Em 1976, foi vendido ao Vitória.
No segundo semestre de 1977, foi emprestado ao America-RJ até março do ano seguinte.
Em 1980, retorna a Bahia agora para defender o Leônico, onde se destaca.
Em 1981, foi emprestado pelo America-RJ ao Bahia, onde passou a atuar mais adiantado.
Sagrou bicampeão baiano, em 1981 e 1982, sendo artilheiro neste último ano com 19 gols, além de eleito o melhor jogador do estado.
Em janeiro de 1983, sofreu um erro na aplicação de uma injeção para apressar a recuperação de uma contratura muscular, o que comprometeu sua carreira. Se superou, atuou em más condições físicas, e como capitão foi novamente campeão baiano naquele ano.
Entre 1979 e 1984, fez 229 partidas e marcou 43 gols pelo Bahia, sendo 14 de faltas.
Em 1984, atuou ainda pelo Paysandu.
Pós aposentadoria, comando o time do Leônico em 1988.
Ainda, foi comentarista de rádio e Secretário Municipal de Esportes em Lauro de Freitas (BA).

## Títulos
Santos
- Campeonato Paulista: 1969 e 1973

Vitória
- Torneio José Américo de Almeida Filho: 1976

Bahia
- Campeonato Baiano: 1979, 1981, 1982 e 1983

### Individuais
- Artilheiro do Campeonato Baiano: 1982 (19 gols)